# Popocatépetl
Popocatépetl é um estratovulcão ativo. Situado nas fronteiras dos estados de Morelos, Puebla e México, no México Central, situa-se a cerca de 70 km a sudeste da Cidade do México. Seu nome significa "montanha fumarenta" em vários idiomas,como por exemplo em Nahuatl,é parte do Parque Nacional Izta-Popo Zoquiapan. O seu cume atinge 5426 metros de altitude e é o segundo mais alto do México, a seguir ao Pico de Orizaba. 
Está ligado ao vulcão Iztaccihuatl por um passo de montanha chamado Paso de Cortés.